# Historias de hadas para adultos

Historias de hadas para adultos es un libro de la escritora cubana Daína Chaviano, compuesto por tres novelas cortas: "La granja", "La dama del ciervo" y "Un hada en el umbral de la Tierra". En cada relato se combinan elementos de la literatura fantástica con otros de ciencia ficción. 
"La granja" es un relato eminentemente fantástico, donde personajes y mitos anglosajones interaccionan con el ambiente del campo cubano. Un joven periodista se pierde una noche de tormenta mientras busca la finca de sus abuelos y llega a una casa solitaria, habitada por una familia que parece guardar un extraño secreto.  
"La dama del ciervo" es una historia aparentemente fantástica sobre una guerra mítica entre las fuerzas del Bien y el Mal, cuyo inesperado desenlace convierte súbitamente el texto en una historia de ciencia ficción. Personajes y mitos provenientes de diversas culturas se encuentran en una batalla que da origen, y a la vez destruye, nuestra visión de muchas leyendas, creencias y religiones. 
Desde la doble perspectiva de la infancia y del mundo adulto, "Un hada en el umbral de la Tierra" es un relato sobre el amor filial y los peligros de la incomunicación. La novela explora los recovecos de la mente infantil y adulta para darnos una convincente y tensa historia de ciencia ficción con una fuerte dosis de terror y un explosivo final. 
Independientemente de la atmósfera de aventura y tensión que se respira en ellos, cada relato propone una tesis particular. El valor de la vida humana en contraposición a los intereses de la ciencia, la importancia de la imaginación para la sociedad, y las infinitas posibilidades de la vida en el universo, son algunas ideas que subyacen en esas tesis.
Historias de hadas para adultos se publicó por primera vez en Cuba, en 1986, cuando la autora aún vivía allí, convirtiéndose en uno de los best-sellers del año. Sin embargo, permaneció desconocido para el resto del mundo hasta 2007, cuando la editorial Minotauro publicó la primera edición al alcance de todos los países de habla hispana.